# Steffi Walidt

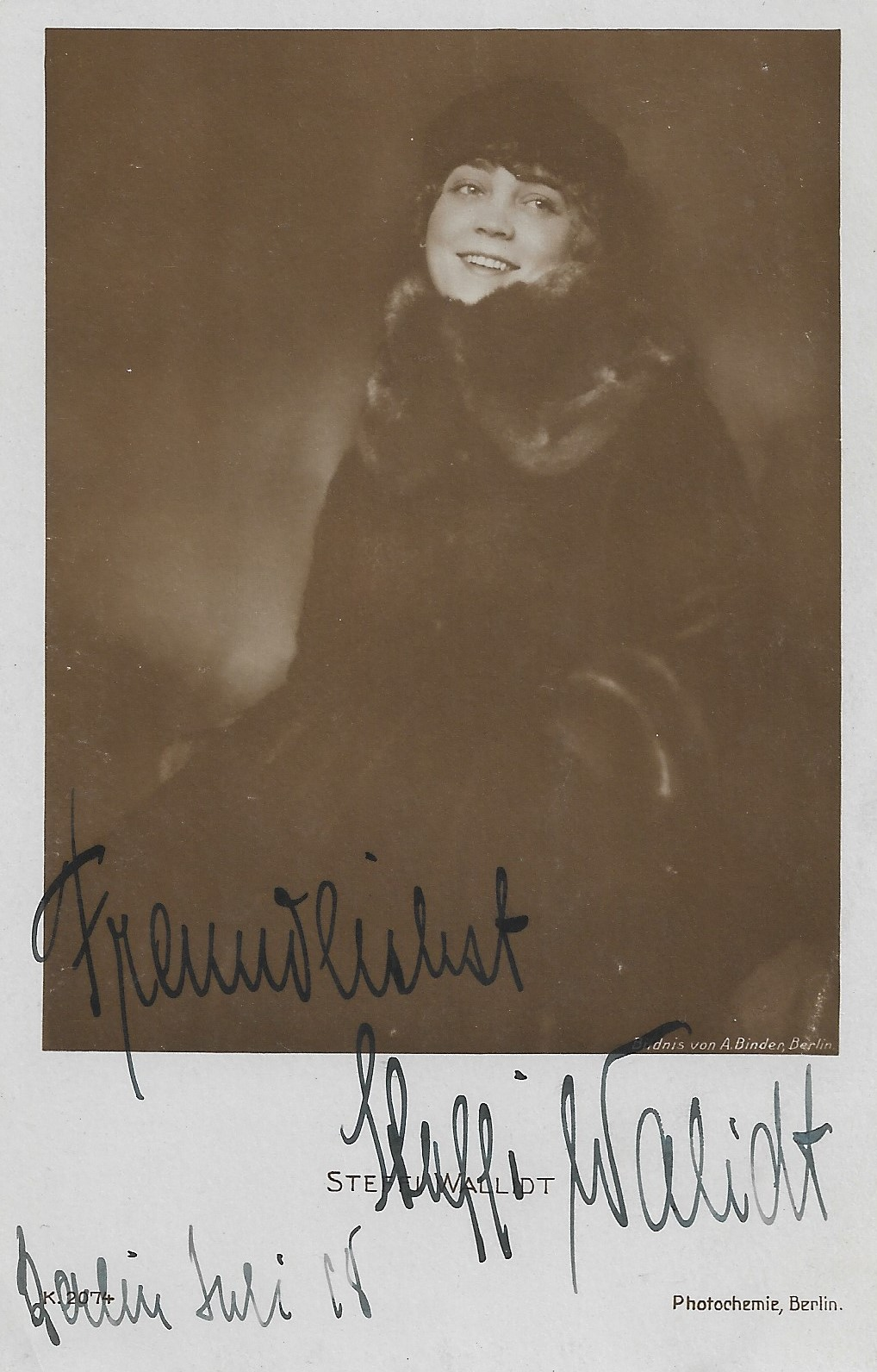
Steffi Walidt auf der handsignierten Porträt-Postkarte K. 2074 des Verlags Photochemie, fotografiert von Alexander Binder, Berlin

Steffi Walidt (auch Wallidt; * 14. September 1889 als Stefanie Hvězda in Brünn; † 7. Februar 1985 in Wien) war eine österreichische Soubrette sowie Theater- und Stummfilmschauspielerin.

## Leben und Karriere
Die Tochter des Schuhmachermeisters Wenzel Hvězda und seiner Frau Franziska, geb. Vymětal, sammelte ihre ersten Bühnenerfahrungen in kleinen Rollen, unter anderem am Neuen Operettentheater in Hamburg, am Walhallatheater in Wiesbaden und am Johann Strauß-Theater in Wien. Einen ersten Höhepunkt erfuhr ihre Karriere ab 1916 in Berlin, wo sie am Metropol-Theater und an der Alten Komischen Oper Hauptrollen in den Operetten Der Puszta-Kavalier und Schwarzwaldmädel (Uraufführung) erhielt. Das Neue Wiener Journal befand: „Das verdankte sie ihrem persönlichen Humor, ihrem ausgesprochen eigenartigen Charme und ihrer vollendeten Tanzkunst.“
Auch ihr einziger Filmauftritt, die Hauptrolle in der Komödie Hoheit Radieschen (1916/17), fällt in ihre Zeit in Berlin.
Nach diesen Erfolgen erhielt Steffi Walidt einen Ruf nach Wien, wo sie auf Betreiben von Direktor Erich Müller die Nachfolgerin Mizzi Günthers als erste Soubrette am Johann-Strauß-Theater wurde. Ab Oktober 1918 war sie dort neben Hertha Ruß und Oscar Sabo in Eine Ballnacht (Musik: Oscar Straus) zu sehen, wofür sie überwiegend positive Rezensionen erhielt, unter die sich jedoch auch einzelne kritische Stimmen mischten.
Weitere Inszenierungen, in denen sie zu sehen war, waren 1919 die Operetten Tata-Toto, in welcher sie eine Doppelrolle übernahm, und Drei alte Schachteln, wo sie als Köchin Auguste besetzt wurde. Die Reichspost kommentierte: „Grotesk-komisch Steffi Walidt, jetzt auf richtigem Platze, als Köchin“.
1920 folgte Das Hollandweibchen (Musik: Emmerich Kálmán) sowie 1921 Rinaldo (Musik: Albert Szirmai), wo sie in einer Nebenrolle auftrat.
In diesen Jahren war Steffi Walidt, die 1919 den Gynäkologen Paul Werner geheiratet hatte, fest in Wiens Theaterlandschaft etabliert. Sie war neben Größen wie Ida Russka, Max Brod, Fritz Imhoff, Richard Waldemar oder Fritz Werner zu sehen. Die Illustrierte Kronen-Zeitung bezeichnete sie zudem ob ihres Verhandlungsgeschicks als „teuerste Soubrette Wiens“. Gelobt wurden insbesondere ihre Komik sowie ihre schauspielerischen Qualitäten, Kritik gab es jedoch bisweilen an ihren stimmlichen Fähigkeiten.
Im Anschluss an die Inszenierung von Dédé, welche am 16. Mai 1922 am Metropoltheater uraufgeführt wurde, legte Steffi Walidt eine mehrmonatige künstlerische Pause ein. Zur Neueröffnung des Wiener Apollotheaters übernahm sie im darauffolgenden Jahr jedoch den Part der Beppina in einer Inszenierung von Die törichte Jungfrau (Oscar Straus), welche am 1. September 1923 ihre Premiere erlebte. Bekannte Partner neben ihr waren Lori Leux, Hermann Thimig und Erik Wirl. Das interessante Blatt befand: „Die durch komische Eigenart, Verve und Temperament ausgezeichnete Künstlerin ist vielleicht heute, trotz ihrer niedlichen Putzigkeit die größte Soubrette Wiens“. Nach dieser Rolle nahm sie allerdings, wohl auf Drängen ihres Ehemanns, vorläufig Abschied vom Theater.
1927 kehrte sie schließlich auf die Bühne zurück, als sie an der Volksoper Wien neben Otto Glaser und Josef König den Part der Veronika Laubenthaler in Ich hab’ mein Herz in Heidelberg verloren übernahm. „Das kecke Gesicht mit Stumpfnäschen, runden Augen und pfiffigem Mund […] ist das Gesicht vergnügter Soubrettenheiterkeit. Spaßhaftes und Gemütvolles werden von der Künstlerin gleich wirkungsvoll gebracht, das Tanzen hat leichte Grazie.“ Der große Erfolg dieser Gastrolle führte anschließend zu mehreren Vertragsverlängerungen bis in den Dezember hinein.
Im darauffolgenden Jahr sang Steffi Walidt die Hauptrolle der Prinzessin Ti-Ti-Pa in der gleichnamigen Operette von Robert Stolz am Wiener Carltheater, worin sie von der Presse erneut für ihr Temperament und ihre Komik gleichermaßen gelobt wurde. Partner in dieser Inszenierung waren Mizzi Zwerenz, Deli Drexler, Josef König und Otto Glaser.
Danach wurden ihre Auftritte selten und beschränkten sich vor allem auf besondere Anlässe, wie zum Beispiel zusammen mit Rosy Werginz in Die Fledermaus anlässlich des 75. Geburtstags des Theaterschauspielers und Sängers Karl Streitmann oder bei einer Wohltätigkeitsveranstaltung am Wiener Schauspielhaus zugunsten des erkrankten und in finanzielle Not geratenen Schauspielers Oskar Sachs. In ihrer Paraderolle der Veronika Laubenthaler war sie zudem auch im Radio zu hören.
Über die späteren Jahre der Künstlerin liegen kaum Informationen vor. 1931 zog sie sich endgültig von der Bühne zurück, 1945 wurde sie von Paul Werner geschieden. Steffi Walidt, die bis zuletzt in ihrer Wohnung in der Alser Straße im 9. Wiener Gemeindebezirk lebte, starb hochbetagt am 7. Februar 1985 in der Allgemeinen Poliklinik Wien und wurde im Grab der Familie Hwezda auf dem Neustifter Friedhof beigesetzt.

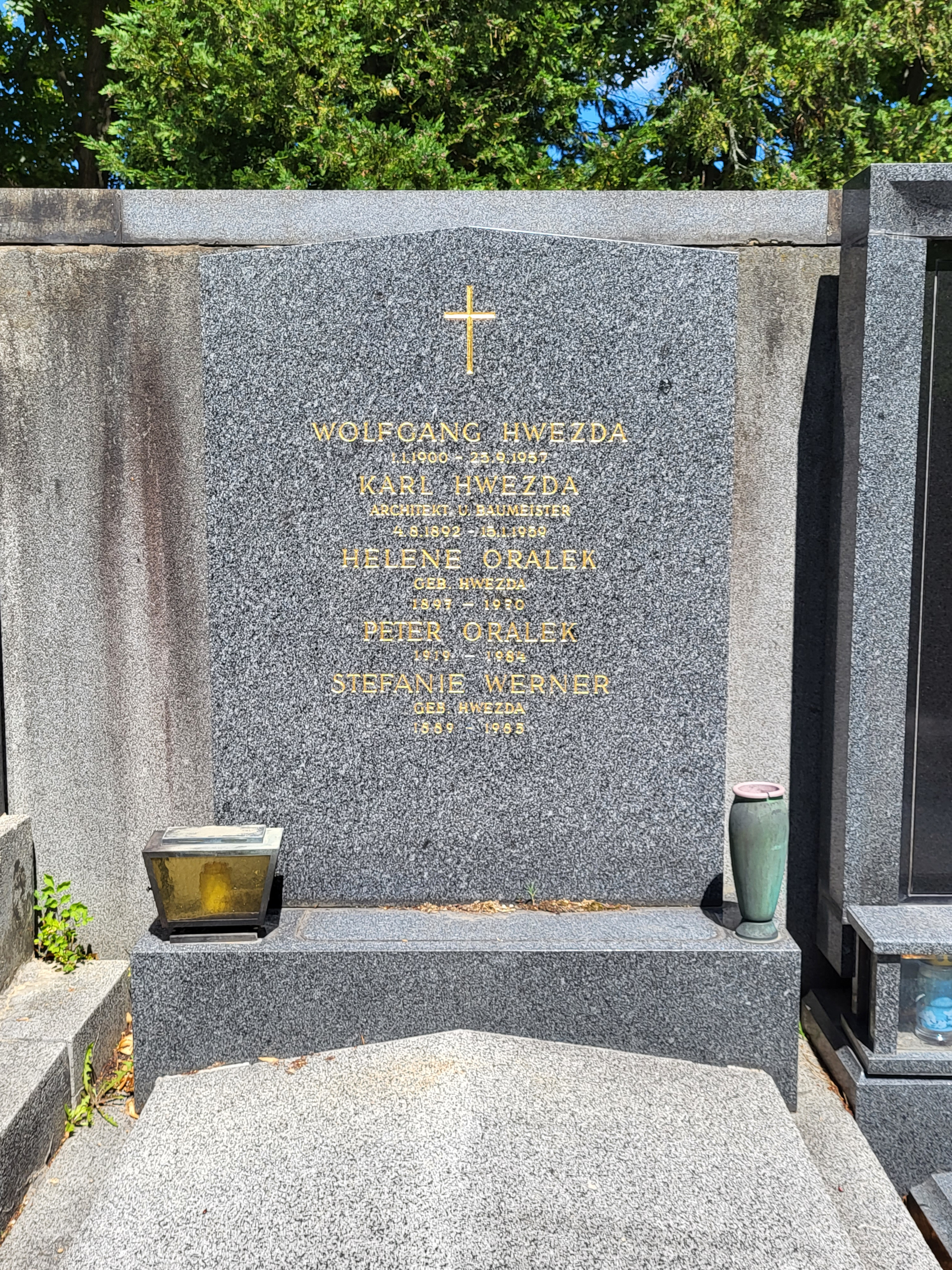
Grab von Steffi Walidt und der Familie Hwezda auf dem Neustifter Friedhof in Wien

## Operettenrollen (Auswahl)
- Brief-Christel in Der Vogelhändler (Carl Zeller)
- Rosi in Der Puszta-Kavalier (Albert Szirmai)
- Bärbele in Schwarzwaldmädel (Leon Jessel)
- Riki Schöngruber, Probiermamsell, in Eine Ballnacht (Oscar Straus)
- Tata und Toto in Tata-Toto (Antoine Banès)
- Köchin Auguste in Drei alte Schachteln (Walter Kollo)
- Elly von der Weijde in Das Hollandweibchen (Emmerich Kálmán)
- Direktrice in Dédé (Henri Christiné)
- Beppina in Die törichte Jungfrau (Oscar Straus)
- Veronika Laubenthaler in Ich hab’ mein Herz in Heidelberg verloren (Fred Raymond)
- Prinzessin Ti-Ti-Pa in Prinzessin Ti-Ti-Pa (Robert Stolz)

## Filmografie
- 1917: Hoheit Radieschen (Kurzfilm, Regie: Danny Kaden)